# Grzegorz Motyka (piłkarz)
Grzegorz Motyka (ur. 31 stycznia 1972 w Gdańsku) – polski piłkarz grający na pozycji pomocnika.
Grał w Lechii Gdańsk, Lechii/Olimpii Gdańsk, Hutniku Kraków, Amice Wronki, Dyskobolii Grodzisk Wielkopolski, KSZO Ostrowiec Świętokrzyski, Aluminium Konin, KP Sopot, Unii Tczew, a także w Przylesiu Sopot i GKS Kowale.
W polskiej I lidze rozegrał 106 meczów (20 w Lechii/Olimpii, 29 w Hutniku, 43 w Amice i 14 w Dyskobolii) i zdobył 8 bramek (1 w Lechii/Olimpii, 3 w Hutniku, 2 w Amice i 2 w Dyskobolii).